# Campeonato Asiático de Atletismo de 2015 - 3000 m com obstáculos feminino
A prova dos 3000 metros com obstáculos feminino do Campeonato Asiático de Atletismo de 2015 foi disputada no dia 6 de junho de 2015 no Wuhan Stadium em Wuhan, na China. 

## Recordes
Antes desta competição, os recordes mundiais e do campeonato nesta prova eram os seguintes:
|                       | Nome                     | Nacionalidade | Tempo     | Local   | Data                 |
| --------------------- | ------------------------ | ------------- | --------- | ------- | -------------------- |
| Recorde mundial       | Gulnara Samitova-Galkina | Rússia        | 8m 58s 81 | Pequim  | 17 de agosto de 2008 |
| Recorde do campeonato | Ruth Jebet               | Bahrein       | 9m 40s 84 | Pune    | 5 de julho de 2013   |
| Recorde asiático      | Ruth Jebet               | Bahrein       | 9m 20s 55 | Zurique | 28 de agosto de 2014 |

Os seguintes recordes foram estabelecidos durante esta competição: 
| Data       | Evento | Atleta       | Nacionalidade | Tempo     | Notas                 |
| ---------- | ------ | ------------ | ------------- | --------- | --------------------- |
| 6 de junho | Final  | Lalita Babar | Índia         | 9m 34s 13 | Recorde do campeonato |

## Medalhistas
| Ouro               | Prata            | Bronze             |
| Lalita Babar (IND) | Li Zhenzhu (CHN) | Zhang Xinyan (CHN) |

## Cronograma
Todos os horários são locais (UTC+8)
| Data       | Hora  | Evento |
| ---------- | ----- | ------ |
| 6 de junho | 17:50 | Final  |

## Final
A final da prova ocorreu dia 6 de julho às 17:50. 
| Posição           | Atleta          | Nacionalidade   | Tempo    | Notas                 |
| ----------------- | --------------- | --------------- | -------- | --------------------- |
| Medalha de ouro   | Lalita Babar    | Índia           | 9:34.13  | Recorde do campeonato |
| Medalha de prata  | Li Zhenzhu      | China           | 9:41.43  |                       |
| Medalha de bronze | Zhang Xinyan    | China           | 9:46.82  |                       |
| 4                 | Ok Byol Ju      | Coreia do Norte | 10:26.06 |                       |
| 5                 | Anju Takamizawa | Japão           | 10:47.07 |                       |
| 6                 | Un Hwa Jang     | Coreia do Norte | 11:31.82 |                       |

Legenda
| Recorde mundial       | Recorde mundial (World record)               |                       | Recorde africano                      | Recorde africano (African) |                                           | Q | Classificado por posição (Qualified) |
| Recorde do campeonato | Recorde do campeonato (Championship record)  | Recorde da América    | Recorde da América (Americas)         | q                          | Classificado por melhor tempo (Qualified) |   |                                      |
| Melhor marca do ano   | Melhor marca do ano (World leading)          | Recorde asiático      | Recorde asiático (Asian)              | DNS                        | Não largou (Did not start)                |   |                                      |
| Recorde nacional      | Recorde nacional (National record)           | Recorde europeu       | Recorde europeu (European)            | DNF                        | Não terminou (Did not finish)             |   |                                      |
| Recorde pessoal       | Recorde pessoal do atleta (Personal best)    | Recorde da Oceania    | Recorde da Oceania (Oceania)          | DSQ / DQ                   | Desclassificado (Disqualified)            |   |                                      |
| Recorde da temporada  | Recorde da temporada do atleta (Season best) | Recorde sul-americano | Recorde sul-americano (South America) | NM                         | Sem marca (No mark)                       |   |                                      |